# アンデルソン・コントレラス
アンデルソン・ラファエル・コントレラス・ペレス（Anderson Rafael Contreras Pérez , 2001年3月31日 - ）は、ベネズエラ・バリナス州ソコポ出身のプロサッカー選手。リーガFUTVEのカラカスFCに所属している。ポジションはMF。

## 来歴
2018年にカラカスFCのトップチームに昇格。同年シーズンは国内リーグの出場は無く、同年8月30日の国内カップ戦コパ・ベネズエラのアラグアFC戦でプロデビュー。2019年シーズンより本格的にデビューとなり、2月17日のアラグアFC戦でリーグ戦初出場。以降先発に定着し、11月29日のデポルティーボ・ララ戦ではプロ初ゴールを記録。チームは後期リーグで優勝し、前期リーグ優勝のエストゥディアンテス・デ・メリダとの優勝決定プレーオフに進出。メリダとの優勝決定戦も制して、2019年シーズン年間王者も経験した。